# Bronisław Misztal
Bronisław Misztal foi um professor, sociólogo e Embaixador da República da Polónia em Portugal (2012–2016).

## Carreira Académica
Suas primeiras publicações, incluindo tese de doutorado e habilitação (Doctor Habilitatus em Sociologia)  foram dedicados a louvar a ideologia comunista , especialmente as obras de Marx e Lênin.
Foi um um académico activo, com uma extensa carreira científica na Polónia, Estados Unidos, França, Bélgica e Itália. Foi Professor e Presidente do Departamento de Sociologia na Universidade Católica da América em Washington DC (1995/2011), e Decano da Faculdade de Relações Internacionais da Universidade Vistula da Polónia (2011/2012). Fundador e antigo Presidente do Comité de Pesquisa 48 em Movimentos Sociais, Alterações Sociais e Acção Colectiva da Associação Sociológica Internacional (ISA).
O Embaixador Bronisław Misztal obteve o Doutoramento e o título de Doctor Habilitatus em Sociologia, pela Academia Polaca das Ciências de Varsóvia. Em 2001, o Presidente da República da Polónia concedeu-lhe o título de Professor. Continuou os estudos de Pós-Graduação na Escola de Altos Estudos de Ciências Sociais de Paris (Centro de Estudos dos Movimentos Sociais).
Foi um também consultor político, analista e comentador na área de políticas públicas, com mais de 100 ensaios, 6 livros e 80 artigos académicos publicados. Interessa-se por alterações sociais precipitadas e movimentos sociais.

## Media
Escreveu mais de 70 ensaios que foram publicados na revista semanal “Plus/Minus” do jornal Rzeczpospolita, na Polónia.

## Condecorações
- Cruz de Oficial da Ordem da Polónia Restituta (Polónia, 2010)[5]
- Cruz de Cavaleiro, Order Zasługi Rzeczypospolitej Polskiej (Polónia, 2001)[6]